# Legija časti
Legija časti, službeno Nacionalni red Legije časti (francuski: Ordre National de la Légion d’honneur), najviše je francusko odlikovanje koje je ustanovio Napoleon Bonaparte - 19. svibnja 1802., tada samo Prvi konzul Prve republike, kao priznanje za vojne ili civilne zasluge bez obzira na podrijetlo, vjersku pripadnost ili mjesto rođenja (domovinu) primatelja (u to doba to je bila revolucionarna zamisao, potpuno u skladu s idejama Francuske revolucije) pod uvjetom da je kandidat za odlikovanje privržen temeljnim idejama Francuske revolucije: slobodi, jednakosti i bratstvu. 
Geslo ordena je Čast i domovina (Honneur et Patrie), a sjedište Reda Legije časti je u Palača Legije časti (Palais de la Légion d'Honneur) na lijevoj obali Sene u Parizu (2, rue de la Légion d'honneur, F-75007 Paris). 

## Povijest
Francuska revolucija je u svom prvom naletu zatirala sve tragove starog režima, pa tako i sustav viteških redova i njihovih ordena, koji su se mogli dodjeljivati isključivo plemićima katolicima. Kad se uspeo na položaj prvog konzula - Napoleon Bonaparte je uvidio da mu je potreban neki sustav nagrada kako bi se mogao održati na vlasti - osim silnih neprijatelja koje je nova vlast imala protiv sebe. On je također bio svjestan činjenice da Francuzi ne žele stvaranje novog aristokratskog staleža, ali je znao da ljude mora nekako nagraditi pa je predložio stvaranje novog sustava nagrađivanja - zaslužnih građana. Napoleonove ideje oko namjene tog odlikovanja konačno su prevagnule nad protivnicima koji su inzistirali da to bude odlikovanje koji se dodjeljuje isključivo za vojne zasluge. Legija časti je bila kombinacija dotadašnje dvorske ikonografije (u mnogočemu je podsjećala na rojalistički Red sv. Luja) i rimskih legionarskih tradicija. Najviše priznanje tako više nije bio Veliki križ - nego Veliki orao (koji je ipak po mnogo čemu bio nalik na Veliki križ). Legionari su uz orden, dobivali i izdašne novčane nagrade.
- 5000 franaka grand officier (visoki časnici)
- 2000 franaka commandeur (časnici srednjeg ranga)
- 1000 franaka officier (niži časnici)
- 250 franaka légionnaire (legionari)

Nakon što je postao car, Napoleon je osobno vodio prvu ceremoniju dodjele Legije časti koja se održala u srpnju (povodom pada Bastilje) 1804. godine u tek izgrađenom Hôtel des Invalides u Parizu. On je osobno podnio 48 000 prijedloga za dodjelu odlikovanja Legije časti.
Za vrijeme vladavine Konzula i Prvog carstva, - Napoleon je bio osobno Veliki majstor (Grand master) Legije časti, a Veliko vijeće od sedam visokih oficira je vodilo računa o 15 teritorijalnih jedinica, ili kohorta, gdje se odlikovanje dodjeljivalo. 
Izvorni prvi ordeni Legije časti imali su na aversu zvijezdu s krunom okruženu hrastovim i lovorovim vijencem s glavom Napoleona u sredini, a na reversu lik orla s motom reda Honneur et Patrie (Čast i domovina).

### Legija časti nakon burbonske restauracije 1814.
Nakon restauracije burbonske monarhije, orden Legija časti postao je kraljevski orden, ali nižeg stupnja ispod obnovljenih vojnih i crkvenih ordena starog režima. Izmijenjen je i dizajn ordena, na aversu je umjesto Napoleonovog lika stavljena glava Henrika IV., a na reversu kraljevski ljiljani. Napoleon III. vratio je 1870. izvorni dizajn ordena, uz jednu (bitnu) izmjenu umjesto glave Napoleona - stavio je žensku glavu simbol francuske republike.
Nakon pada monarhije, Legija časti je ponovo postala najviše francusko odlikovanje.

## Nacionalni red Legije časti danas
U skladu s napoleonskim idejama i idealima, članstvo u Nacionalnom redu Legije časti je izuzetno jednako: nositelji mogu biti i žene i muškarci, civili i vojno osoblje, bez obzira na njihov rang, čin, rođenje ili vjeroispovijest, te načelno mogu dobiti bilo koji orden (od pet mogućih) Legije časti. 
Da bi se postalo kandidat za prijem u Red Legije časti (u red se može ući i postumno, što je uvedeno nakon Prvog svjetskog rata), treba imati najmanje 20 godina izuzetnih zasluga u mirnodopsko vrijeme,(isto vrijedi za civile), ili pokazati izuzetnu hrabrost u za vrijeme rata (isto vrijedi za vojnike). Orden Legije časti za ratne zasluge automatski povlači za sobom dodjelu Ratnog križa (Croix de Guerre), najvišeg vojnog odlikovanja Francuske.
Postoje kvote za broj članova Reda Legije časti, što znači kad se dostigne kvota – orden se dalje ne može dodjeljivati, sve dok netko od starih članova ne umre, isto vrijedi samo za francuske građane jer samo oni mogu biti članovi Nacionalnog reda Legije časti:   
| Legija časti  | Kvota   | Stanje u 2000. godini |
| ------------- | ------- | --------------------- |
| Vitez         | 125.000 | 87.371                |
| Časnik        | 10.000  | 22.401                |
| Zapovjednik   | 1250    | 3626                  |
| Visoki časnik | 250     | 321                   |
| Veliki križ   | 75      | 61                    |

Razlike između kvota i dodijeljenih odlikovanja postoji jer kvote ne vrijede za veterane iz Drugog svjetskog rata, pripadnike francuske vojske koji su sudjelovali u sjevernoafričkim i drugim vojnim operacijama u inozemstvu, te ranjenim vojnicima, oni dobivaju orden nezavisno o kvoti. Najniži stupanj Legije časti - vitez, dodijeljen je 1998. svim preživjelim veteranima Prvog svjetskog rata iz svih savezničkih zemalja koji su se borili na francuskom tlu. 
Strani državljani su izuzeti iz ovog pravila, jer se ne primaju u članstvo Reda Legije časti, ali mogu dobiti orden zbog zasluga za Francusku ili ideala koje Francuska podupire.
Francuski građani svoje članstvo u Redu Legije časti uvijek počinju od najnižeg stupnja viteza. Da bi bili unaprijeđeni u viši stupanj, moraju dokazati da su ostvarili nove zasluge za Francusku i provesti određeni broj godina između imenovanja i unaprijeđenja u viši stupanj. Jedini izuzetak je Predsjednik Republike, koji dobiva Veliki križ, najviši stupanj Legije časti, neposredno nakon predsjedničke inauguracije. On je ujedno i Veliki majstor Reda, danas je to François Hollande, ali orden dodjeljuje civilni kancelar uz pomoć vijeća čije članove imenuje Veliki majstor.
Stranci mogu dobiti odmah orden višeg stupnja. Vođama država, kao i bračnim partnerima monarha, dodjeljuje se Veliki križ zbog njihovog statusa. 
Ako nositelj ordena počini teže kazneno djelo, orden mu se automatski oduzima, ako počini lakše kazneno djelo ili prekršaj, i tad mu se može oduzeti orden, ali nakon istrage, a ne automatizmom. 

### Stupnjevi i obilježja
Legija časti ima pet stupnjeva: najniži je Vitez (francuski: Chevalier), pa slijedi Oficir (Časnik), pa Zapovjednik (Commandeur), Visoki časnik ili Vrhovnik (Grand Officier), a najviši Veliki križ (Grand' Croix).

## Nepotpun popis hrvatskih dobitnika Legije časti
- Tomo Budisavljević
- Marko Šljivarić
- Louis Cukela
- Josip Broz Tito (Veliki križ 1956.)[2]
- Prof. dr. sci. Antun POLANŠČAK (1917. – 1978.) -27.12.1975.-Vitez Legije časti
- Višnja Machiedo, 1997. - Viteškinja Legije časti[3]
- Lora Vidović - 14. 6. 2021. - Viteškinja Legije časti[4]

## Vanjske poveznice
- Legiondhonneur (fr.)
- Legion of Honour na portalu Encyclopædia Britannica (engl.)